# Spermophorides tenoensis
Spermophorides tenoensis là một loài nhện trong họ Pholcidae. Loài này có ở quần đảo Canaria.